# ブレスレス (1983年の映画)
『ブレスレス』（Breathless）は、1983年に公開されたアメリカ合衆国の映画。ジャン＝リュック・ゴダール監督の映画『勝手にしやがれ』をリメイクした作品である。ジム・マクブライドが監督し、リチャード・ギアとヴァレリー・カプリスキーが主演した。

## ストーリー
盗癖のあるジェスは、ラスベガスを訪れたついでにポルシェを盗み、一夜を共にした留学生のモニカがいるロサンゼルスに行く。その際、スピード違反で追いかけてきた警官を殺害したことで、指名手配される。
モニカとともにメキシコへ逃げようするも、彼女は不在だった。今度は別の車を盗んで彼女の通うカリフォルニア大学ロサンゼルス校（UCLA）に行き、本人と会うも相手にされなかった。
UCLAへ行くのに使った車を中古車販売店に売ろうとした際、店主に警官殺しの犯人だと気づかれたため現金を奪って逃走する。その後、彼はモニカに再び会う。その際、彼女は自分が妊娠していることを告げ、安定した生活への希望とジェシーとの愛に思い悩む。そして、彼女は警察にジェシーのことを告げた事を明かし、逃げるよう説得する。ジェシーは愛してるといえばその場から去ると告げるが、モニカは否定する。ショックを受けたジェシーは大好きなジェリー・リー・ルイスの『ブレスレス』を口ずさみながら自分を取り囲む警官隊の前に現れる。そこでモニカは愛していると叫ぶ。

## キャスト
※括弧内は日本語吹替（初回放送1989年7月8日 テレビ朝日『ウィークエンドシアター』）
- ジェス：リチャード・ギア（鈴置洋孝）
- モニカ：ヴァレリー・カプリスキー（岡本麻弥）
- バーンバウム：アート・メトロノ
- パーメンテル：ジョン・P・ライアン（筈見純）
- ポール：ウィリアム・テッパー（納谷六朗）
- エンライト軍曹：ロバート・ダン
- ベルティ：ギャリー・グッドロウ（千田光男）
- 食料品店の男：ジェームズ・ホン
- トルマチョフ：ワルデマール・カリノフスキ（小室正幸）
- カルリート：ミゲル・ピネロ（キートン山田）
  - その他吹替：一城みゆ希、火野カチ子、塚田正昭、岸野一彦

## スタッフ
- 監督：ジム・マクブライド
- 製作：マーティン・アーリックマン
- 製作総指揮：キース・アディス
- 原作：ジャン＝リュック・ゴダール
- 脚本：L・M・キット・カーソン、ジム・マクブライド
- 撮影：リチャード・H・クライン
- 音楽：ジャック・ニッチェ

日本語版
- 演出：河村常平
- 翻訳：岩佐幸子
- 効果：リレーション
- スタジオ：TFCスタジオ
- 担当：熊沢博之
- プロデューサー：猪谷敬二
- 制作：テレビ朝日、東北新社